# وشتوفن
وشتوفن (به آلمانی: Westhofen) یک شهر در آلمان است که در آلزی-ورمز واقع شده‌است. وشتوفن ۳٬۲۴۳ نفر جمعیت دارد.